# Rudolf Jagoditsch
Rudolf Jagoditsch (* 7. August 1892 in Graz; † 29. Oktober 1976 in Wien) war Slawist und lehrte am Institut für Slawistik an der Universität Wien.

## Lebenslauf
Rudolf Jagoditsch wurde 1892 in Graz geboren. Er absolvierte die Militärakademie in Mödling und war bestrebt, eine militärische Karriere einzuschlagen. Im Ersten Weltkrieg geriet er in russische Kriegsgefangenschaft, aus der er 1920 nach zwei misslungenen Fluchtversuchen zurückkehrte. Danach begann er das Studium der slawischen Sprachwissenschaft, Kulturgeschichte und der osteuropäischen Geschichte in Wien. 1926 promovierte er bei Nikolai Sergejewitsch Trubetzkoy mit der Dissertation Das Žitije des Protopopen Avvakum. Eine stilgeschichtliche Untersuchung. Von 1924 bis 1927 war er Bibliothekar am Seminar für slawische Philologie an der Universität Wien. Die drei darauffolgenden Jahre war er als Beamter an der österreichischen Gesandtschaft in Moskau tätig und konnte auch in St. Petersburg forschen. Das Resultat daraus ist das Werk Das Leben des Protopopen Awwakum 1930. 1932 habilitierte er sich für slawische Philologie mit der Schrift Goethe und seine russischen Zeitgenossen. Sowohl seine Doktorarbeit als auch seine Habilitationsschrift gingen in den Kriegswirren verloren – Teile aus letzterer sind erhalten geblieben (vgl. ANONYM 1972: 6).
Auf den Rat von Trubetzkoy hin beschäftigte er sich vorwiegend mit der slawischen Literatur- und Kulturgeschichte. Drei Jahre später wurde er zum Privatdozenten ernannt und erhielt einen Lehrauftrag für slawische Literaturen und allgemeine Slawenkunde. Von 1931 bis 1938 war er Assistent am Seminar für slawische Philologie und am Institut für Balkankunde. Seine zahlreichen Forschungsreisen führten ihn nach Russland, Bulgarien, Polen, Kroatien und Serbien. Nach dem Tod von Trubetzkoy vertrat er die Slawistik alleine bis zur Berufung Ferdinand Liewehrs. Gesundheitliche Probleme vereitelten einen weiteren Kriegseinsatz – bereits im Dezember 1939 wurde Jagoditsch entlassen und litt fortan an schweren Anfällen von Angina pectoris. Auch am Russlandfeldzug konnte er wegen seiner Leiden nicht teilnehmen. Während des Krieges erlitt er „zwei schwere Herzinfarkte“ (ebd.: 7).
1939 wurde er von Adolf Hitler zum außerordentlichen Professor für slawische Literatur- und Kulturkunde ernannt. Sein Hauptaugenmerk galt der russischen Literatur. Am 3. März 1940 beantragte er die Aufnahme in die NSDAP und wurde zum 1. April desselben Jahres aufgenommen (Mitgliedsnummer 7.980.430).
In der Nachkriegszeit erwarb er sich besonderes Verdienst durch die Herausgabe von Trubetzkoys Werken (ebd.: 7 f.). Jagoditsch wurde im August 1946 enthoben und durfte dann semesterweise weiter unterrichten, bis er 1948 „dauernd zur Weiterverwendung zugelassen“ wurde (PFEFFERLE 2011: 13). Er vertrat den Lehrstuhl nach Kriegsende bis 1961 alleine (vgl. ANONYM 1972: 7) und wirkte nach eigenen Angaben trotz Enthebung weiter. Vom Bundespräsidenten wurde er 1949 zum außerordentlichen Professor und drei Jahre später zum Ordinarius ernannt (vgl. PEFFERLE 2011: 25). 1963 wurde er emeritiert (vgl. HAFNER et al. 2005: 69). Das vollständige Schriftenverzeichnis findet sich in Wiener Slavistisches Jahrbuch 17: 9–14.
Rudolf Jagoditsch wurde am 9. November 1976 am Friedhof Mauer in Wien bestattet.

## Familienherkunft
Nach Anton Duišin entstammt Jagoditsch dem Adelsgeschlecht Jagodić II aus dem Militärgrenz-Regiment in Glina (heute Kroatien). Am 24. Oktober 1806 wurde dem Grenzer-Hauptmann und späteren Major Alexius Jagodich der Adels- und Wappenbrief von König Franz II. ausgestellt.

## Werke
- Rudolf Jagoditsch (1930); Das Leben des Protopopen Awwakum von ihm selbst niedergeschrieben, Ost-Europa-Verlag, Berlin (227 Seiten)
- Rudolf Jagoditsch (1950); Die Lehrkanzlei für slavische Philologie an der Universität Wien 1849–1949, Österreichische Akademie der Wissenschaften[5][6]
- Rudolf Jagoditsch (1954); Altkrichenslawische Grammatik, In Kommission bei R. M. Rohrer, Wien (197 Seiten)
- Rudolf Jagoditsch (1956); Die russischen Dichter des 18. und 19. Jahrhunderts, Böhlaus Nachf., Graz (148 Seiten)